# Campeonato Mundial de Halterofilia de 2009
El LXXVII Campeonato Mundial de Halterofilia se celebró en Goyang (Corea del Sur) entre el 20 y el 29 de noviembre de 2009 bajo la organización de la Federación Internacional de Halterofilia (IWF) y la Federación Surcoreana de Halterofilia.
Las competiciones se realizaron en las instalaciones del KINTEX (Korea International Exhibition Center) de la ciudad surcoreana. En el evento participaron 329 halterófilos (196 hombres y 133 mujeres) de 57 federaciones nacionales afiliadas a la IWF.

## Países participantes
Participaron en total 328 levantadores (195 hombres y 133 mujeres) de 65 federaciones nacionales afiliadas a la IWF.
| África (WFA)                                                                                                   | América (PAWF) | Asia (AWF) | Europa (EWF) | Oceanía (OWF)                                               |
| --- | --- | --- | --- | ----------------------------------------------------------- |
| Camerún (3/3) · Egipto (6/4) · Ghana (4/1) · Mauricio (1/-) · Nigeria (-/3) · Sierra Leona (1/-) · Túnez (2/-) | Canadá (4/5) · Colombia (3/3) · Cuba (6/-) · República Dominicana (1/4) · Estados Unidos (7/6) · México (4/7) · Venezuela (3/-) | China (8/7) · Corea del Sur (8/7) · Emiratos Árabes Unidos (1/-) · Hong Kong (-/3) · Indonesia (3/1) · Irán (2/-) · Irak (4/-) · Japón (5/7) · Kazajistán (3/6) · Kirguistán (2/-) · Macao (-/2) · Palestina (4/-) · Sri Lanka (1/-) · Siria (2/-) · Tailandia (1/7) · China Taipéi (4/5) · Turkmenistán (7/-) · Uzbekistán (5/3) | Albania (2/1) · Alemania (2/2) · Armenia (4/2) · Azerbaiyán (7/-) · Bélgica (2/-) · Bielorrusia (1/4) · Bosnia y Herzegovina (-/1) · Chipre (1/-) · Croacia (1/-) · Eslovaquia (1/-) · España (7/3) · Finlandia (2/1) · Francia (4/3) · Gales (1/-) · Georgia (4/-) · Hungría (-/1) · Inglaterra (-/1) · Italia (3/1) · Letonia (2/-) · Lituania (1/-) · Moldavia (3/-) · Noruega (-/1) · Polonia (7/5) · República Checa (4/1) · Rumania (2/-) · Rusia (7/7) · Suecia (1/2) · Turquía (7/7) · Ucrania (6/4) | Australia (4/-) Nauru (2/-) Nueva Zelanda (2/-) Samoa (-/1) |

## Medallistas

### Masculino
| Evento          | Oro                                        | Plata                                         | Bronce                                            |
| --------------- | ------------------------------------------ | --------------------------------------------- | ------------------------------------------------- |
| 56 kg (20.11)   | Long Qingquan China 130 + 162 = 292        | Wu Jingbiao China 131 + 155 = 286             | Sergio Álvarez · Cuba · 120 + 154 = 274           |
| 62 kg (21.11)   | Ding Jianjun China 146 + 170 = 316         | Eko Yuli Irawan Indonesia 140 + 175 = 315     | Yang Fan China 144 + 170 = 314                    |
| 69 kg (22.11)   | Liao Hui China 160 + 186 = 346             | Arakel Mirzoyan Armenia 154 + 180 = 334       | Triyatno Indonesia 150 + 180 = 330                |
| 77 kg (24.11)   | Lyu Xiaojun China 174 + 204 = 378          | Tigran Martirosian Armenia 170 + 200 = 370    | Su Dajin China 165 + 200 = 365                    |
| 85 kg (26.11)   | Lu Yong China 175 + 208 = 383              | Siarhei Lahun · Bielorrusia · 171 + 209 = 380 | Vladimir Kuznetsov · Kazajistán · 170 + 206 = 376 |
| 94 kg (27.11)   | Nizami Paşayev Azerbaiyán 177 + 210 = 387  | Kim Min-Jae Corea del Sur 178 + 206 = 384     | Kim Seon-Jong Corea del Sur 165 + 218 = 383       |
| 105 kg (29.11)  | Marcin Dołęga · Polonia · 195 + 226 = 421  | Roman Konstantinov · Rusia · 180 + 220 = 400  | Olexi Torojti · Ucrania · 180 + 215 = 395         |
| +105 kg (29.11) | An Yong-Kwon Corea del Sur 198 + 247 = 445 | Artem Udachyn · Ucrania · 200 + 245 = 445     | Ihor Shymechko · Ucrania · 202 + 225 = 427        |

1. 1 2 3  Arrancada (kg) + dos tiempos (kg) = total olímpico (kg).
2. ↑  Descalificación por dopaje del medallista de oro, el kazajo Vladimir Sedov.[1]
3. ↑  Descalificación por dopaje del medallista de plata, el ruso Dmitri Lapikov.[2]

### Femenino
| Evento         | Oro                                                   | Plata                                              | Bronce                                      |
| -------------- | ----------------------------------------------------- | -------------------------------------------------- | ------------------------------------------- |
| 48 kg (21.11)  | Wang Mingjuan China 93 + 115 = 208                    | Sibel Özkan Turquía 89 + 117 = 206                 | Nurcan Taylan Turquía 90 + 115 = 205        |
| 53 kg (22.11)  | Zulfiya Chinshanlo · Kazajistán · 90 + 129 = 219      | Chen Xiaoting China 95 + 123 = 218                 | Yoon Jin-Hee Corea del Sur 93 + 116 = 209   |
| 58 kg (23.11)  | Li Xueying China 107 + 132 = 239                      | Nastassia Novikava · Bielorrusia · 100 + 125 = 225 | Yuliya Kalina · Ucrania · 96 + 119 = 215    |
| 63 kg (25.11)  | Maiya Maneza · Kazajistán · 105 + 141 = 246           | Svetlana Tsarukayeva · Rusia · 111 + 135 = 246     | Sibel Şimşek Turquía 108 + 135 = 243        |
| 69 kg (27.11)  | Nazik Avdalian Armenia 119 + 147 = 266                | Oxana Slivenko · Rusia · 118 + 146 = 264           | Zhang Shaoling Macao 112 + 136 = 248        |
| 75 kg (28.11)  | Svetlana Podobedova · Kazajistán · 132 + 160 = 292 RM | Cao Lei China 121 + 148 = 269                      | Abir Abdelrahman · Egipto · 110 + 142 = 252 |
| +75 kg (28.11) | Jang Mi-Ran Corea del Sur 136 + 187 = 323             | Tatiana Kashirina · Rusia · 138 + 165 = 303        | Meng Suping China 131 + 165 = 296           |

1. 1 2 3  Arrancada (kg) + dos tiempos (kg) = total olímpico (kg).
2. ↑  Descalificación por dopaje de la medallista de bronce, la armenia Hripsime Jurshudian.[3]

## Medallero
| Núm. | País          | Oro | Plata | Bronce | Total |
| ---- | ------------- | --- | ----- | ------ | ----- |
| 1    | China         | 7   | 3     | 3      | 13    |
| 2    | Kazajistán    | 3   | 0     | 1      | 4     |
| 3    | Corea del Sur | 2   | 1     | 2      | 5     |
| 4    | Armenia       | 1   | 2     | 0      | 3     |
| 5    | Azerbaiyán    | 1   | 0     | 0      | 1     |
| 5    | Polonia       | 1   | 0     | 0      | 1     |
| 7    | Rusia         | 0   | 4     | 0      | 4     |
| 8    | Bielorrusia   | 0   | 2     | 0      | 2     |
| 9    | Ucrania       | 0   | 1     | 3      | 4     |
| 10   | Turquía       | 0   | 1     | 2      | 3     |
| 11   | Indonesia     | 0   | 1     | 1      | 2     |
| 12   | Cuba          | 0   | 0     | 1      | 1     |
| 12   | Egipto        | 0   | 0     | 1      | 1     |
| 12   | Macao         | 0   | 0     | 1      | 1     |
|      | TOTAL         | 15  | 15    | 15     | 45    |